# Nélson Marcos
Nélson Augusto Tomar Marcos, noto semplicemente come Nélson Marcos (Ilha do Sal, 10 giugno 1983), è un ex calciatore capoverdiano naturalizzato portoghese, di ruolo difensore.

## Caratteristiche tecniche
È un terzino destro molto veloce e resistente, in grado di coprire l'intera fascia, giungere nella linea di fondo campo e di inserirsi nelle azioni d'attacco; possiede un potente tiro dalla distanza.

## Carriera

### Club
Inizia la carriera a 17 anni nel Batuque, squadra del suo paese d'origine. Nel 2000 si trasferisce in Portogallo, militando per Vilanovense e Salgueiros, prima di passare in massima serie con la maglia del Boavista.
Nel 2005 si trasferisce al Benfica, con cui gioca 72 partite in campionato.
Dopo tre stagioni, passa al Betis Siviglia, trasferendosi così in Spagna. Alla fine della prima stagione in Spagna ottiene la retrocessione, ma resta al Betis anche in seconda serie nella stagione successiva, caratterizzata da alcuni infortuni.
Nell'estate del 2010 è stato ceduto in prestito all'Osasuna, squadra con cui colleziona 29 presenze e un gol nella Liga.
A fine stagione ritorna al Betis, nel frattempo tornato in massima serie, con cui aveva siglato un contratto con scadenza fissata per il 30 giugno 2013. Nella stagione 2011-2012 fa la sua prima apparizione l'11 febbraio 2012 e segna il gol della vittoria per 2-1 contro l'Athletic Bilbao. Chiude la stagione con 14 presenze da titolare.
Nella stagione 2012-2013 debutta alla terza giornata di campionato, giocando titolare per dieci partite fino alla dodicesima giornata, a seguito della quale viene messo fuori rosa in modo tale da non poter raggiungere le 20 presenze stagionali, che farebbero rinnovare automaticamente il suo contratto, in scadenza nel giugno 2013, che è il più oneroso della squadra. Dichiarerà in seguito che «gli ultimi momenti al Betis sono stati i peggiori della mia vita. La situazione era diventata ingestibile, non sapevamo quello che stava accadendo. Il club ha cercato di rendere la mia vita miserabile, io ho sofferto molto.»
Il 28 gennaio 2013, dopo aver rescisso il contratto col il Betis, passa a parametro zero alla squadra italiana del Palermo, con cui firma un contratto (depositato presso la Lega Calcio il giorno successivo) fino al 30 giugno 2015. Primo calciatore portoghese della storia della società rosanero, inizialmente aveva scelto il nº 4 salvo poi optare per la casacca nº 22 prendendola a Giacomo Brichetto. Esordisce sia nel campionato italiano sia con la maglia del Palermo il 3 febbraio seguente, giocando titolare in Palermo-Atalanta (1-2) della 23ª giornata e segnando anche il gol della sua squadra. La sua prima stagione in Italia si conclude con la retrocessione dei rosanero, sancita il 12 maggio 2013 dalla sconfitta esterna per 1-0 contro la Fiorentina della 37ª giornata. Chiude l'annata con 8 presenze in rosanero, 3 delle quali da titolare. Non viene convocato per il ritiro estivo in vista della stagione 2013-2014.
Il 31 luglio 2013 si trasferisce alla squadra spagnola dell'Almería in prestito con diritto di riscatto. Titolare a partire dalla quinta giornata di campionato, il 21 dicembre 2013 subisce uno stiramento alla coscia nella partita contro il Real Betis tornando a disposizione per il 15 marzo 2014 contro il Rayo Vallecano.
Rientrato al Palermo per fine prestito e non convocato per il ritiro estivo, il 12 agosto 2014 rescinde il contratto con la società rosanero, restando svincolato. Il 1º settembre seguente si accorda con i portoghesi del Belenenses.

### Nazionale
Dopo aver giocato 3 partite con la Nazionale Under-21, con cui partecipa agli Europei di categoria del 2006, nel 2009 debutta con la Nazionale maggiore.

## Statistiche

### Presenze e reti nei club
Statistiche aggiornate al 5 maggio 2013.
| Stagione          | Squadra           | Campionato        | Campionato | Campionato | Coppe nazionali | Coppe nazionali | Coppe nazionali | Coppe continentali | Coppe continentali | Coppe continentali | Altre coppe | Altre coppe | Altre coppe | Totale | Totale |
| Stagione          | Squadra           | Comp              | Pres       | Reti       | Comp            | Pres            | Reti            | Comp               | Pres               | Reti               | Comp        | Pres        | Reti        | Pres   | Reti   |
| ----------------- | ----------------- | ----------------- | ---------- | ---------- | --------------- | --------------- | --------------- | ------------------ | ------------------ | ------------------ | ----------- | ----------- | ----------- | ------ | ------ |
| 2001-2002         | Batuque           | CC                | ?          | ?          | -               | -               | -               | -                  | -                  | -                  | -           | -           | -           | ?      | ?      |
| 2002-2003         | Vilanovense       | Segunda Divisão   | 32         | 1          | CP              | ?               | ?               | -                  | -                  | -                  | -           | -           | -           | 31     | 1      |
| 2003-2004         | S.C. Salgueiros   | Segunda Liga      | 27         | 2          | CP              | ?               | ?               | -                  | -                  | -                  | -           | -           | -           | 27     | 2      |
| 2004-2005         | Boavista          | PL                | 23         | 1          | CP              | ?               | ?               | -                  | -                  | -                  | -           | -           | -           | 23     | 1      |
| 2005-2006         | Benfica           | PL                | 24         | 1          | CP              | 2               | 0               | UCL                | 6                  | 0                  | SP          | 0           | 0           | 30     | 1      |
| 2006-2007         | Benfica           | PL                | 28         | 0          | CP              | 3               | 0               | UCL                | 6                  | 1                  | -           | -           | -           | 34     | 1      |
| 2007-2008         | Benfica           | PL                | 20         | 0          | CP              | 5               | 0               | UCL                | 3                  | 0                  | -           | -           | -           | 23     | 1      |
| Totale Benfica    | Totale Benfica    | Totale Benfica    | 72         | 0          |                 | 10              | 0               |                    | 15                 | 1                  |             | -           | -           | 97     | 1      |
| 2008-2009         | Betis             | PD                | 35         | 0          | CR              | 1               | 0               | -                  | -                  | -                  | -           | -           | -           | 36     | 0      |
| 2009-2010         | Betis             | SD                | 22         | 0          | CR              | 1               | 0               | -                  | -                  | -                  | -           | -           | -           | 23     | 0      |
| 2010-2011         | Osasuna           | PD                | 29         | 1          | CR              | 2               | 0               | -                  | -                  | -                  | -           | -           | -           | 31     | 1      |
| 2011-2012         | Betis             | PD                | 14         | 1          | CR              | 1               | 0               | -                  | -                  | -                  | -           | -           | -           | 15     | 0      |
| 2012-gen. 2013    | Betis             | PD                | 10         | 0          | CR              | 0               | 0               | -                  | -                  | -                  | -           | -           | -           | 10     | 0      |
| Totale Real Betis | Totale Real Betis | Totale Real Betis | 81         | 1          |                 | 3               | 0               |                    | -                  | -                  |             | -           | -           | 84     | 1      |
| gen-giu. 2013     | Palermo           | A                 | 8          | 1          | CI              | -               | -               | -                  | -                  | -                  | -           | -           | -           | 8      | 1      |
| 2013-2014         | Almería           | PD                | 14         | 0          | CR              | 1               | 0               | -                  | -                  | -                  | -           | -           | -           | 15     | 0      |
| 2014-2015         | Belenenses        | PL                | 8          | 0          | CP              | 3               | 0               | -                  | -                  | -                  | -           | -           | -           | 11     | 0      |
| Totale carriera   | Totale carriera   | Totale carriera   | 286+       | 8+         |                 | 16              | 0               |                    | 15                 | 1                  |             | 0           | 0           | 317+   | 9+     |

### Cronologia presenze e reti in nazionale
| Cronologia completa delle presenze e delle reti in nazionale ― Portogallo | Cronologia completa delle presenze e delle reti in nazionale ― Portogallo | Cronologia completa delle presenze e delle reti in nazionale ― Portogallo | Cronologia completa delle presenze e delle reti in nazionale ― Portogallo | Cronologia completa delle presenze e delle reti in nazionale ― Portogallo | Cronologia completa delle presenze e delle reti in nazionale ― Portogallo | Cronologia completa delle presenze e delle reti in nazionale ― Portogallo | Cronologia completa delle presenze e delle reti in nazionale ― Portogallo |
| Data                                                                      | Città                                                                     | In casa                                                                   | Risultato                                                                 | Ospiti                                                                    | Competizione                                                              | Reti                                                                      | Note                                                                      |
| ------------------------------------------------------------------------- | ------------------------------------------------------------------------- | ------------------------------------------------------------------------- | ------------------------------------------------------------------------- | ------------------------------------------------------------------------- | ------------------------------------------------------------------------- | ------------------------------------------------------------------------- | ------------------------------------------------------------------------- |
| 31-3-2009                                                                 | Losanna                                                                   | Portogallo                                                                | 0 – 2                                                                     | Sudafrica                                                                 | Amichevole                                                                | -                                                                         |                                                                           |
| 29-3-2011                                                                 | Aveiro                                                                    | Portogallo                                                                | 2 – 0                                                                     | Finlandia                                                                 | Amichevole                                                                | -                                                                         |                                                                           |
| 29-2-2012                                                                 | Varsavia                                                                  | Polonia                                                                   | 0 – 0                                                                     | Portogallo                                                                | Amichevole                                                                | -                                                                         |                                                                           |
| 14-11-2012                                                                | Libreville                                                                | Gabon                                                                     | 2 – 2                                                                     | Portogallo                                                                | Amichevole                                                                | -                                                                         |                                                                           |
| Totale                                                                    |                                                                           | Presenze                                                                  | 4                                                                         |                                                                           | Reti                                                                      | 0                                                                         |                                                                           |

## Palmarès

### Club

#### Competizioni nazionali
- Supercoppa di Portogallo: 1

Benfica: 2005
- Coppa di Cipro: 1

AEK Larnaca: 2017-2018